# Духнова, Наталья Станиславовна
Наталья Станиславовна Духнова (бел. Наталля Станіславаўна Духнова; род. 16 июля 1966 года, Муйнак) — советская, российская и белорусская легкоатлетка, специализирующаяся в беге на 800, 1000 и 1500 метров. Чемпионка Европы в помещении 1994 года на дистанции 800 м. Участница двух Олимпиад (1996, 2000). Заслуженный мастер спорта Республики Беларусь (1994), заслуженный тренер Республики Беларусь (2016).
Рекордсменка Беларуси в беге на 1000 метров на открытом воздухе — 2:37,33 (1995), 800 метров в помещении — 1:59,31 (1997), 1000 метров в помещении — 2:35.89 (1996).

## Биография
Наталья Станиславовна Духнова родилась 16 июля 1966 года в городе Муйнак. Когда ей было 6 лет, её родители, специалисты Морречфлота СССР, переехали в Углич Ярославской области. В юности Наталья занималась лыжными гонками, затем в 18 лет перешла в лёгкую атлетику. Тренировалась в Ярославской областной СДЮШОР по лёгкой атлетике у Льва Александровича Лузина. В 1990 году попала в сборную СССР к знаменитому тренеру Владимиру Николаевичу Пологову. В 1992 году вместе с тренером приняла решение переехать из России в Беларусь. Окончила институт физкультуры (1999).
Пятикратная чемпионка Беларуси в беге на 800 м (1992, 1993, 1996, 1999, 2003) и двукратная в беге на 1500 м (1996, 1999).
После окончания спортивной карьеры в 2005 году и рождения дочери, Наталья стала тренером. Самой известной её воспитанницей является чемпионка мира 2015 года и чемпионка Европы 2014 года Марина Арзамасова. В 2016 году Духновой было присвоено почётное звание «Заслуженный тренер Республики Беларусь». Работает в Республиканском центре олимпийской подготовки по лёгкой атлетике.

## Основные результаты
| Год  | Соревнования                   | Место проведения       | Дисциплина | Место   | Результат |
| ---- | ------------------------------ | ---------------------- | ---------- | ------- | --------- |
| 1990 | Чемпионат СССР                 | Киев                   | 800 м      | sf      | 2:01,26   |
| 1992 | Чемпионат России в помещении   | Волгоград              | 800 м      | 2       | 2:05,12   |
| 1993 | Чемпионат мира                 | Штутгарт, Германия     | 800 м      | 3 (h2)  | 2:01,78   |
| 1994 | Чемпионат Европы в помещении   | Париж, Франция         | 800 м      | 1       | 2:00,42   |
| 1994 | Чемпионат Европы               | Хельсинки, Финляндия   | 800 м      | 2       | 1:58,55   |
| 1994 | Кубок мира                     | Лондон, Великобритания | 800 м      | 3       | 2:02,81   |
| 1995 | Кубок Европы                   | Вильнёв-д’Аск, Франция | 800 м      | 3       | 2:00,07   |
| 1995 | Чемпионат мира                 | Гётеборг, Швеция       | 800 м      | 5 (sf2) | 1:59,45   |
| 1995 | Всемирные военные игры         | Рим, Италия            | 800 м      | 3       | 2:03,90   |
| 1996 | Чемпионат Беларуси в помещении | Уручье                 | 400 м      | 3       | 54,27     |
| 1996 | Чемпионат Беларуси в помещении | Уручье                 | 800 м      | 1       | 2:04,69   |
| 1996 | Кубок Европы                   | Мадрид, Испания        | 800 м      | 3       | 1:59,70   |
| 1996 | Чемпионат Беларуси             | Гомель                 | 800 м      | 1       | 1:57,24   |
| 1996 | Чемпионат Беларуси             | Гомель                 | 1500 м     | 1       | 4:08,76   |
| 1996 | Олимпийские игры               | Атланта, США           | 800 м      | 7       | 2:00,32   |
| 1996 | Олимпийские игры               | Атланта, США           | 1500 м     | 6 (sf1) | 4:11,43   |
| 1997 | Чемпионат мира в помещении     | Париж, Франция         | 800 м      | 2       | 1:59.31   |
| 1997 | Чемпионат мира                 | Афины, Греция          | 800 м      | 5 (sf2) | 2:00,91   |
| 1997 | Финал Гран-при IAAF            | Фукуока, Япония        | 800 м      | 8       | 2:09,17   |
| 1998 | Чемпионат Европы               | Будапешт, Венгрия      | 800 м      | 7       | 2:02,14   |
| 1999 | Чемпионат мира в помещении     | Маэбаси, Япония        | 800 м      | 3 (sf2) | 2:03,05   |
| 1999 | Чемпионат Беларуси             | Стайки                 | 800 м      | 1       | 2:02,02   |
| 1999 | Чемпионат Беларуси             | Стайки                 | 1500 м     | 1       | 4:12,96   |
| 1999 | Всемирные военные игры         | Загреб, Хорватия       | 800 м      | 1       | 2:00,84   |
| 1999 | Чемпионат мира                 | Севилья, Испания       | 800 м      | 8       | 1:58,69   |
| 2000 | Олимпийские игры               | Сидней, Австралия      | 800 м      | 4 (h1)  | 2:03,20   |
| 2001 | Чемпионат Беларуси в помещении | Минск                  | 800 м      | 1       | 2:05,49   |
| 2001 | Кубок Европы                   | Бремен, Германия       | 800 м      | 3       | 1:59,95   |
| 2001 | Чемпионат мира                 | Эдмонтон, Канада       | 800 м      | 6 (h2)  | 2:05,47   |
| 2003 | Чемпионат Беларуси             | Минск                  | 800 м      | 1       | 2:04,23   |
| 2003 | Чемпионат Беларуси             | Минск                  | 1500 м     | 2       | 4:22,62   |